# Vohimanitra
Vohimanitra är en ort i Madagaskar.   Den ligger i regionen Vatovavy Fitovinanyregionen, i den södra delen av landet, 300 km söder om huvudstaden Antananarivo. Vohimanitra ligger 213 meter över havet och antalet invånare är 6 000.
Terrängen runt Vohimanitra är platt åt nordost, men åt sydväst är den kuperad. Runt Vohimanitra är det ganska tätbefolkat, med 54 invånare per kvadratkilometer. Det finns inga andra samhällen i närheten. Omgivningarna runt Vohimanitra är en mosaik av jordbruksmark och naturlig växtlighet.